# Parapteroceras erosulum
Parapteroceras erosulum là một loài thực vật có hoa trong họ Lan. Loài này được (J.J.Sm.) J.J.Wood mô tả khoa học đầu tiên năm 1990.